# Farragut (Iowa)
Pour les articles homonymes, voir Farragut (homonymie).
Farragut est une ville du comté de Fremont, en Iowa, aux États-Unis. Elle est incorporée le 21 janvier 1878.

## Source de la traduction
- (en) Cet article est partiellement ou en totalité issu de l’article de Wikipédia en anglais intitulé « Farragut, Iowa » (voir la liste des auteurs).